# Andrena anonyma
Andrena anonyma là một loài Hymenoptera trong họ Andrenidae. Loài này được Cameron mô tả khoa học năm 1897.